# Bongo-Massiv
Das Bongo-Massiv (auch Bongo-Berge oder Tondou-Massiv) liegt in Zentralafrika im  Nordosten der Zentralafrikanischen Republik und im Westen des Südsudan.
In diesem Massiv führen die Wasserscheiden der drei Flusssysteme Nil, Kongo und Schari (Hauptfluss im Tschadbecken) zu einem kontinentalen Wasserscheidepunkt zusammen.
Dem Gebirge entspringt der Fluss Lol, der über die Flüsse Bahr al-Arab und Bahr al-Ghazal in den Weißen Nil fließt. Auch der Bahr al-Arab entspringt dem Gebirge beim Berg Ngaja. Die nördlichen und zentralen Bereiche des Bongo-Massivs stehen unter Naturschutz durch den 1960 eingerichteten Nationalpark André-Félix und seiner Pufferzone, dem Yata-Ngaya Naturschutzgebiet. 
Der höchste Berg des Massivs ist der 1330 Meter hohe Mont Toussoro. Der höchste Pass ist der Col Quijox, 923 Meter über dem Meeresspiegel, auf der Fernstraße Route Nationale 5 zwischen den Städten Birao und Bria.